# Josef Clemens Maurer

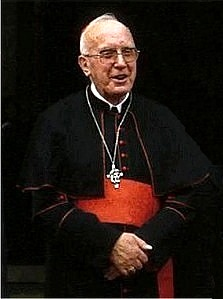
Kardinal Maurer bei einem Deutschland-Besuch 1981

Wappen als Kardinal

Josef Clemens Kardinal Maurer CSsR (* 13. März 1900 in Püttlingen, Saar; † 27. Juni 1990 in Sucre, Bolivien) war Erzbischof von Sucre.

## Leben
Josef Clemens Maurer war das jüngste Kind des Bergmanns Peter Maurer (1855–1923) und seiner zweiten Frau Angela, geb. Clemens. In armen Verhältnissen geboren, war es der frühe Wunsch der frommen Eltern, dass der jüngste Spross der Familie Priester werden sollte.
Die Familie hatte Kontakt zum Redemptoristenkloster im lothringischen Téterchen; der Vater selbst nahm dort an Exerzitien teil. Josef Clemens’ älterer Bruder Peter fand 1910 Aufnahme in Téterchen und ging später nach Bertigny in die Schweiz. Josef Clemens reiste 1912, am Tag nach seiner Erstkommunion, ebenfalls nach Bertigny. Er verblieb dort bis zum Abitur, dann kam er in das Ordenshaus im oberelsässischen Landser bei Mülhausen. Seine zeitlichen Gelübde legte er am 10. September 1921 in Trois Epis im Elsass ab, ewige Profess war am 19. September 1924.
In Echternach in Luxemburg studierte Maurer Philosophie und Katholische Theologie und empfing dort am 19. September 1925 das Sakrament der Priesterweihe. 1926 wurde er als Missionar nach Bolivien entsandt. Seine Mission führte Maurer anfangs zu Fuß und zu Pferd, in späteren Jahren mit dem Jeep oder per Flugzeug quer durch ganz Bolivien. 1933 wurde Josef Clemens Maurer Superior des Klosters San Juan de Dios in La Paz. Im April 1938 gründete er selbst das Kloster San Martin in Potosí. Von 1939 bis 1944 war er als Superior und Pfarrer in Tupiza tätig. Am 23. März 1944 wurde Maurer zum Provinzial seines Ordens in der Vizeprovinz Bolivien ernannt, die damals Chile, Peru, Ecuador, Kolumbien und Bolivien umfasste. Nachdem Maurer alle seine 21 Klöster in der weitausgedehnten Provinz visitiert hatte, flog er im Februar 1950 nach Rom zur Berichterstattung.
Dort ließ Papst Pius XII. Maurer mitteilen, dass er ihn zum Titularbischof von Cea und Weihbischof in La Paz berufen wolle. Maurer lehnte zunächst ab, stimmte dann aber zu, sodass Pius XII. ihn am 1. März 1950 in die genannten Ämter berief. Die Bischofsweihe spendete ihm Adeodato Giovanni Kardinal Piazza OCD am 19. April desselben Jahres in Rom. Mitkonsekratoren waren Kurienerzbischof Francesco Beretti und der Altbischof von La Paz, Auguste Sieffert CSsR.
Bereits am 27. Oktober 1951 wurde er zum Erzbischof von Sucre, der ältesten Diözese Boliviens, ernannt. Das dortige Priesterseminar war 1948 durch ein Erdbeben zerstört worden; viele Häuser und Kirchen waren in einem trostlosen Zustand. Soziale Unruhen, die in die Revolution von 1952 mündeten, kamen hinzu. Wieder tauschte Maurer den Bischofsstuhl mit dem Sattel und ritt durch die Städte und Dörfer seiner Diözese. Die Not in Bolivien veranlasste die katholischen Pfarrer in Maurers Heimatgemeinde Püttlingen im Jahre 1959, eine Bolivienhilfe im Bistum Trier zu initiieren. Sie wurde zur Keimzelle für das kirchliche Hilfswerk Adveniat. Als Symbol dieser Partnerschaft wurde eine Nachbildung des Trierer Marktkreuzes auf dem Marktplatz von Sucre errichtet.
Maurer nahm an allen vier Sitzungsperioden des Zweiten Vatikanischen Konzils als Konzilsvater teil.
Am 26. Juni 1967 nahm ihn Papst Paul VI. als Kardinalpriester mit der Titelkirche Santissimo Redentore e Sant’Alfonso in Via Merulana in das Kardinalskollegium auf.
In Bolivien galt Maurers Sorge vor allem den Indios. Alle Präsidenten des Landes seit Beginn der 1950er Jahre baten Kardinal Maurer um Vermittlung in Krisensituationen. Dabei hielt der Kardinal Distanz zu den Regierungen und behielt so die Achtung des einfachen Volkes. Kardinal Maurer gründete ein Siedlungswerk in Sucre, das heute als Fundación Cardenal Maurer seinen Namen trägt, und förderte den sozialen Wohnungsbau der Armen. Von 1971 bis 1989 wurden durch das Werk 263 Einfamilienhäuser für Indios errichtet.
Im Jahr 1978 nahm er an den beiden Konklaven im August und im Oktober teil. Papst Johannes Paul II. nahm am 30. November 1983 das aus Altersgründen vorgebrachte Rücktrittsgesuch des bereits 83-Jährigen an. Dass er so lange über die im Codex iuris canonici festgelegte Grenze des 75. Lebensjahres hinaus im Amt blieb, lässt sich dabei als große Wertschätzung seitens der Päpste für sein Wirken erklären. 
Am Morgen des 27. Juni 1990 starb der Kardinal; etwa 90.000 Menschen verabschiedeten sich von dem aufgebahrten Toten.

## Würdigung
1951 wurde Maurer auf Vorschlag des französischen Ministerpräsidenten Robert Schuman in die Légion d’honneur aufgenommen; 1955 erhielt er das große Bundesverdienstkreuz mit Stern, später mit Stern und Schulterband. 1967 wurde José Clemente Maurer von Papst Paul VI. zum Kardinal erhoben. Er war der erste Kardinal Boliviens. Seine Heimatgemeinde Püttlingen ernannte Kardinal Maurer 1967 zum Ehrenbürger; den Saarländischen Verdienstorden erhielt er Mitte Juli 1978 aus den Händen von Ministerpräsident Dr. Franz-Josef Röder. Die Universität La Paz verlieh Kardinal Maurer 1975 die Ehrendoktorwürde; im gleichen Jahr wurde er als Ehrenkanonikus der Trierer Domkirche ausgezeichnet. Der Staat Bolivien ehrte ihn mit seinem höchsten Orden. 
Um das Werk Kardinal Maurers fortzuführen, wurde auf Initiative von Arthur Schmidt (dem früheren Sekretär des Kardinals auf seinen Deutschlandreisen und Ehemann der Großnichte des Kardinals, Hildegard Schmidt) am 3. November 1994 im Kloster Heilig Kreuz in Püttlingen die Kardinal-Maurer-Gesellschaft gegründet. Der Gründungsvorstand setzte sich zusammen aus dem damaligen Bürgermeister Rudolf Müller, Verleger Herbert S. A. Blaes, dem ehem. Verleger Heinz Balzert, Dechant Willi Heckmann, Bäckermeister Klaus Konrad, Bankdirektor Rüdiger Sutor sowie Arthur Schmidt als Vorsitzender. Nach dem plötzlichen Tod des Gründungsvorsitzenden Arthur Schmidt wurde der Textilkaufmann Hans-Walter Bremerich zum neuen Vorsitzenden der Gesellschaft gewählt. Unterstützt wird die Arbeit der Gesellschaft durch Pater Otto Strauß, dem der Kardinal kurz vor seinem Tod im April 1990 die Leitung des Siedlungswerkes übertrug. Als Stiftung konstituierte sich dieses Werk unter dem Namen „Fundación Cardenal Maurer“. Die Aufgabe der Kardinal-Maurer-Gesellschaft ist die Förderung des religiösen und sozialen Vermächtnisses des Kardinals in Zusammenarbeit mit der Fundación Cardenal Maurer in Bolivien. Seine Heimatstadt Püttlingen beging 2000 den 100. Geburtstag des Ehrenbürgers mit vierzehntägigen Feiern.

## Bildergalerie

Josef Clemens Maurer in Bonn, 1960
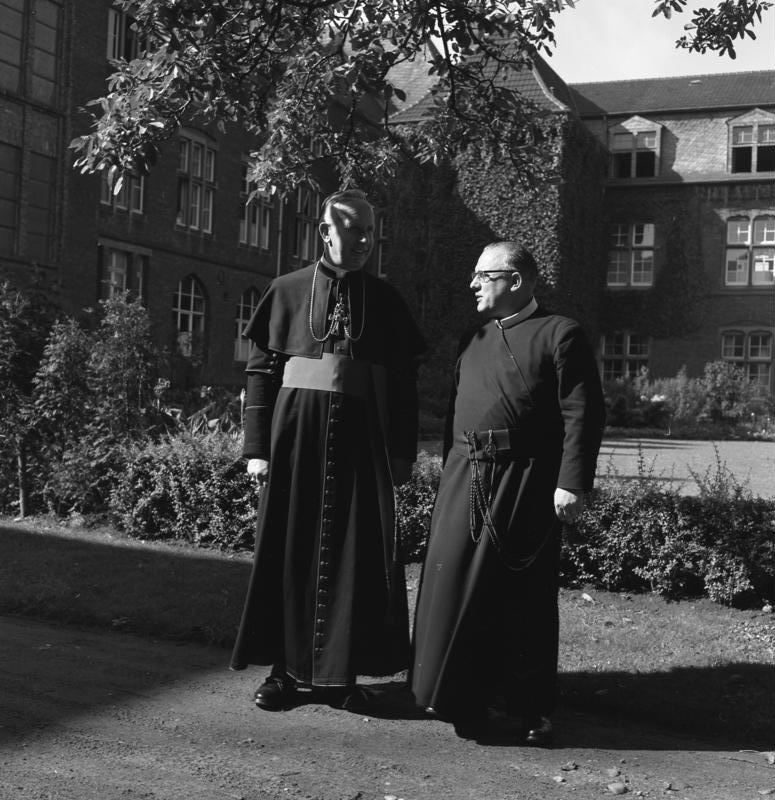
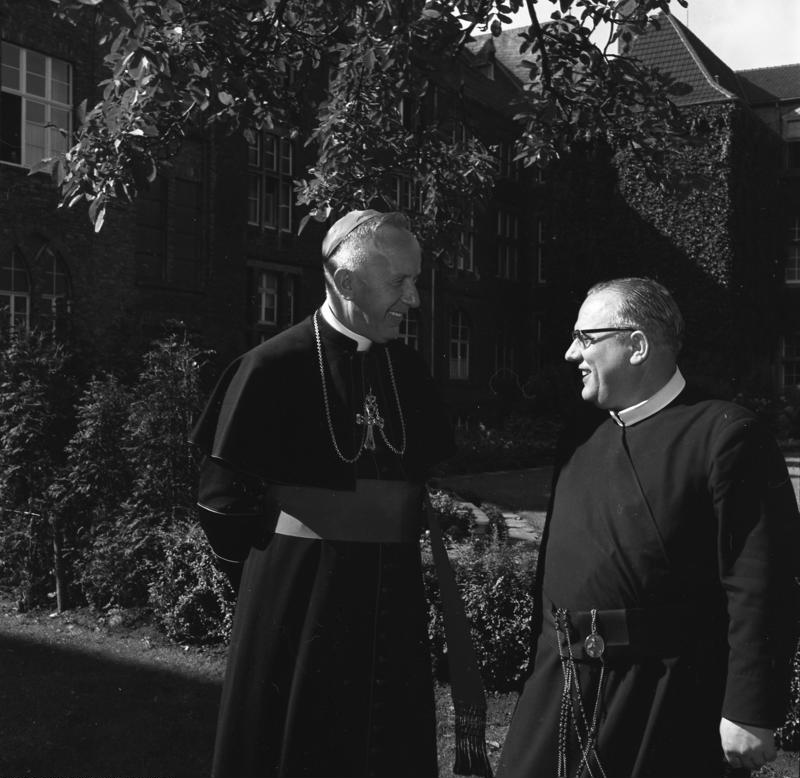
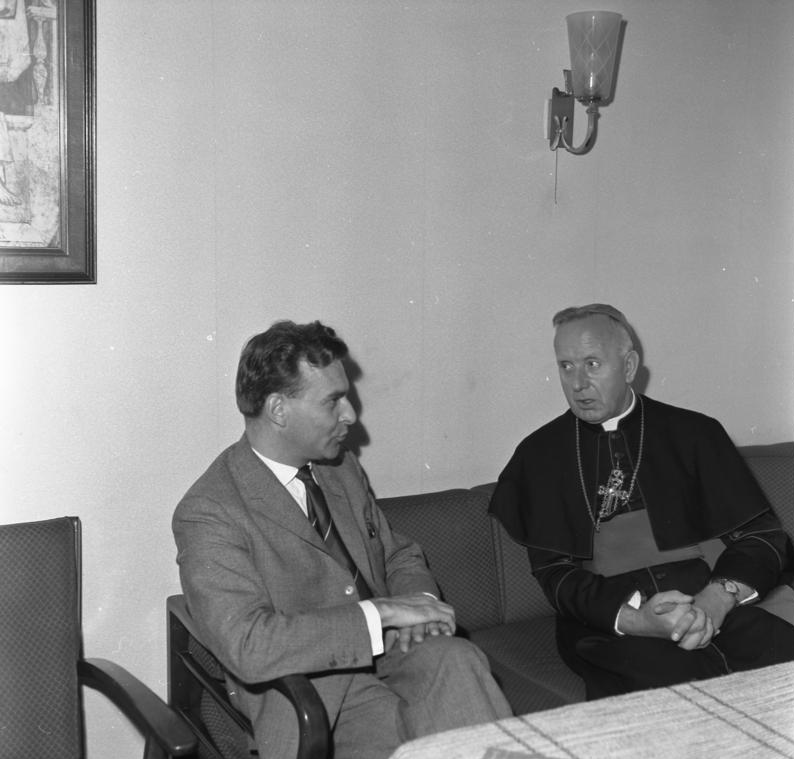
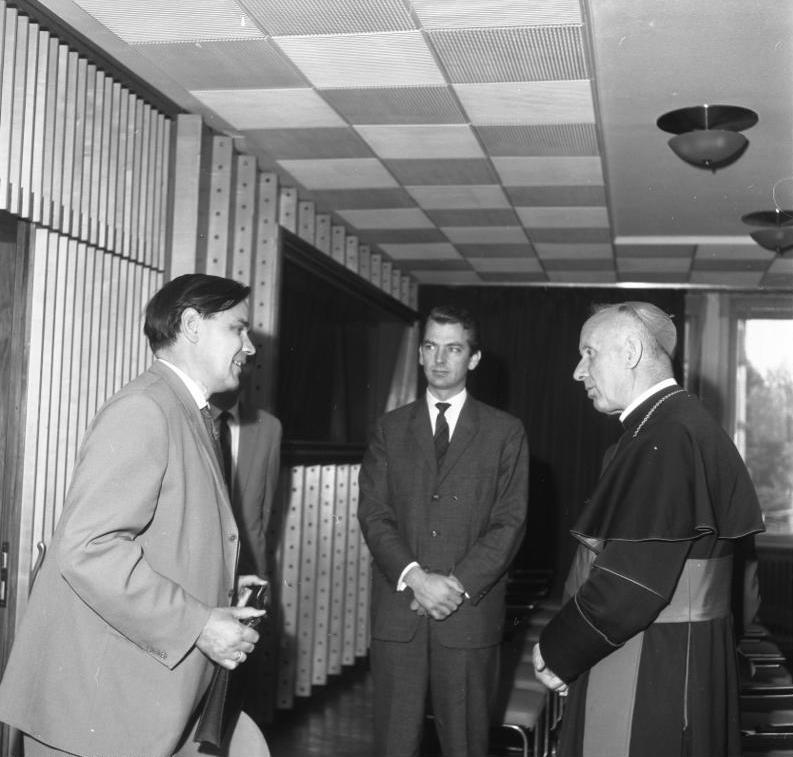
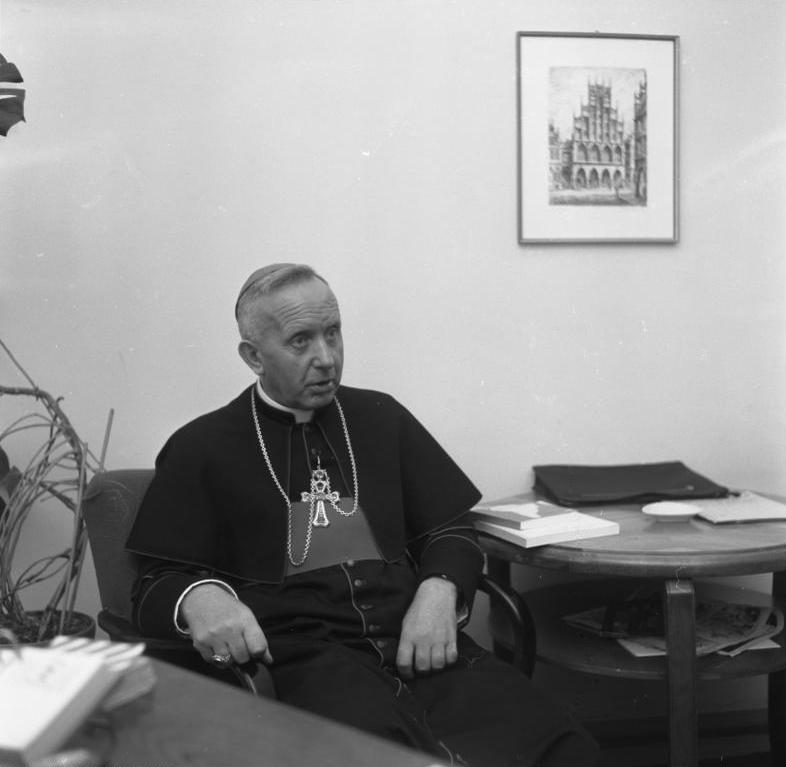
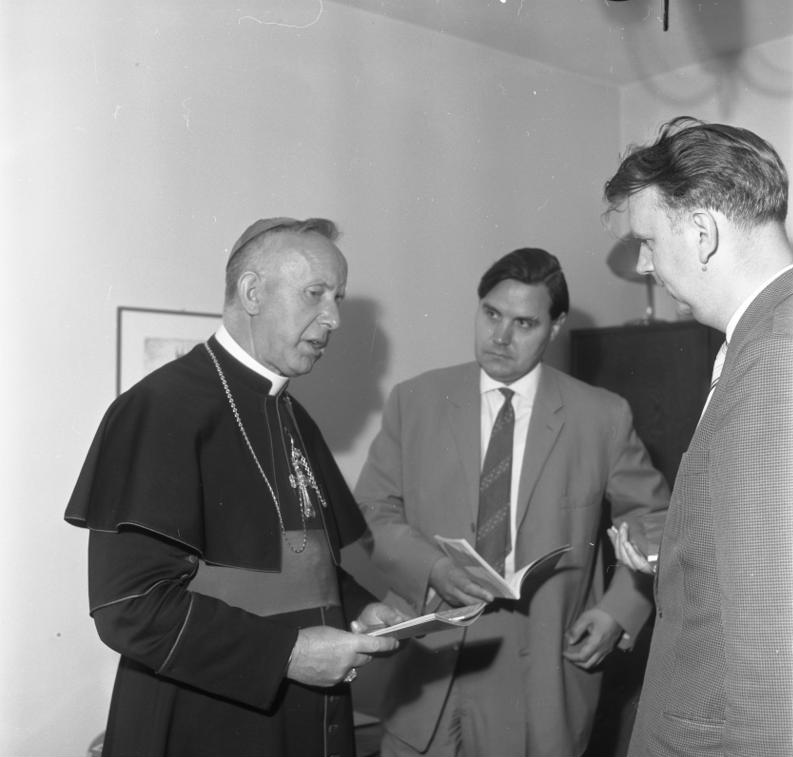